# 777
|  | Aquest article tracta sobre l'any. Si cerqueu l'avió, vegeu «Boeing 777». |

## Esdeveniments

### Països Catalans
- Al Regne de Tudmir (sud de l'actual País Valencià i part de Múrcia) hi desembarca Abd al-Rahman ibn Habib (l'Eslau), que és rebut per Atanagild.

### Món
- Victòria de Carlemany sobre els saxons